# Kepler-444
Kepler-444 är ett urgammalt stjärnsystem i Lyran med fem små planeter, varav den minsta av Merkurius och den största av Venus storlek. Alla fem planeterna kretsar runt sin stjärna på under tio dagar. Kepler-444 är det äldsta kända systemet med planeter av jordens storlek.